# Jamboree on the Air

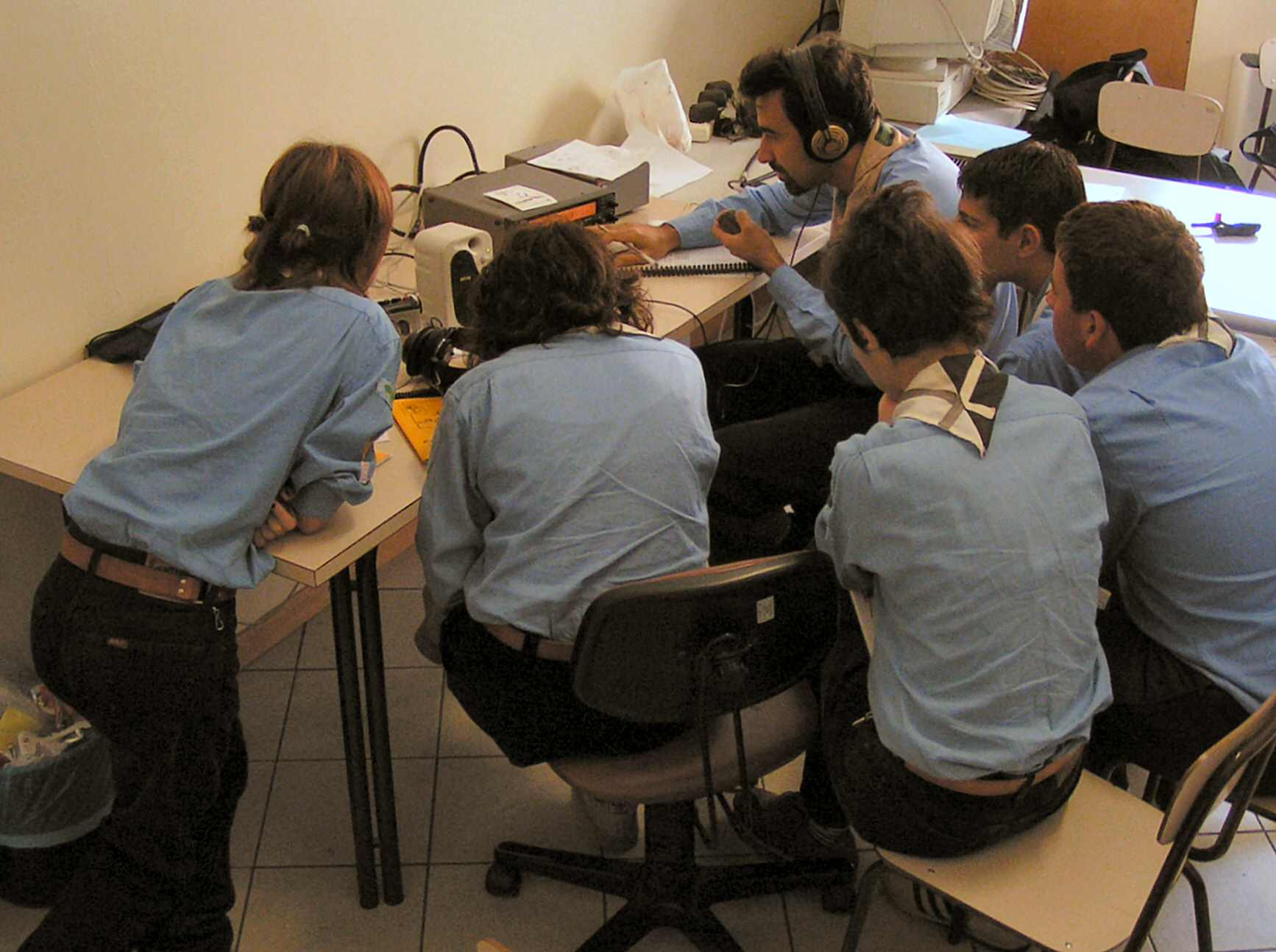
Scouts en Jamboree on the Air

Jamboree on the Air (JOTA) is een wereldwijd scoutingevenement, waarbij scouts over de hele wereld contact met elkaar leggen via amateurradio. JOTA wordt ieder derde volle weekend van oktober gehouden. Het is een afgeleide van de wereldjamboree.
JOTA werd in 1957 voor het eerst gehouden, ter gelegenheid van de vijftigste verjaardag van scouting. Een Britse radioamateur, bekend onder de roepnaam G3BHK (SK), was de bedenker. Tegenwoordig is JOTA uitgegroeid tot een van de grootste scoutingevenementen. In de weken voor het evenement verrijzen er bij verschillende groepen van hout en touw gesjorde antennemasten.
Sinds 1996 bestaat ook de Jamboree on the Internet (JOTI). Beide activiteiten worden naast elkaar gehouden.
In 2020 was er een extra editie van de JOTI. Dit vond plaats op 3,4,5 april. De reden van het extra evenement was de wereldwijde uitbraak van de coronapandemie. Hierdoor werd in veel landen opkomsten stop gezet.